# Бурлуші
Бурлуші (рум. Burluși) — село у повіті Арджеш в Румунії. Входить до складу комуни Чофринджень.
Село розташоване на відстані 144 км на північний захід від Бухареста, 38 км на північний захід від Пітешть, 104 км на північний схід від Крайови, 103 км на південний захід від Брашова.

## Населення
За даними перепису населення 2002 року у селі проживали 363 особи, усі — румуни. Усі жителі села рідною мовою назвали румунську.